# Fiordo di San Giorgio

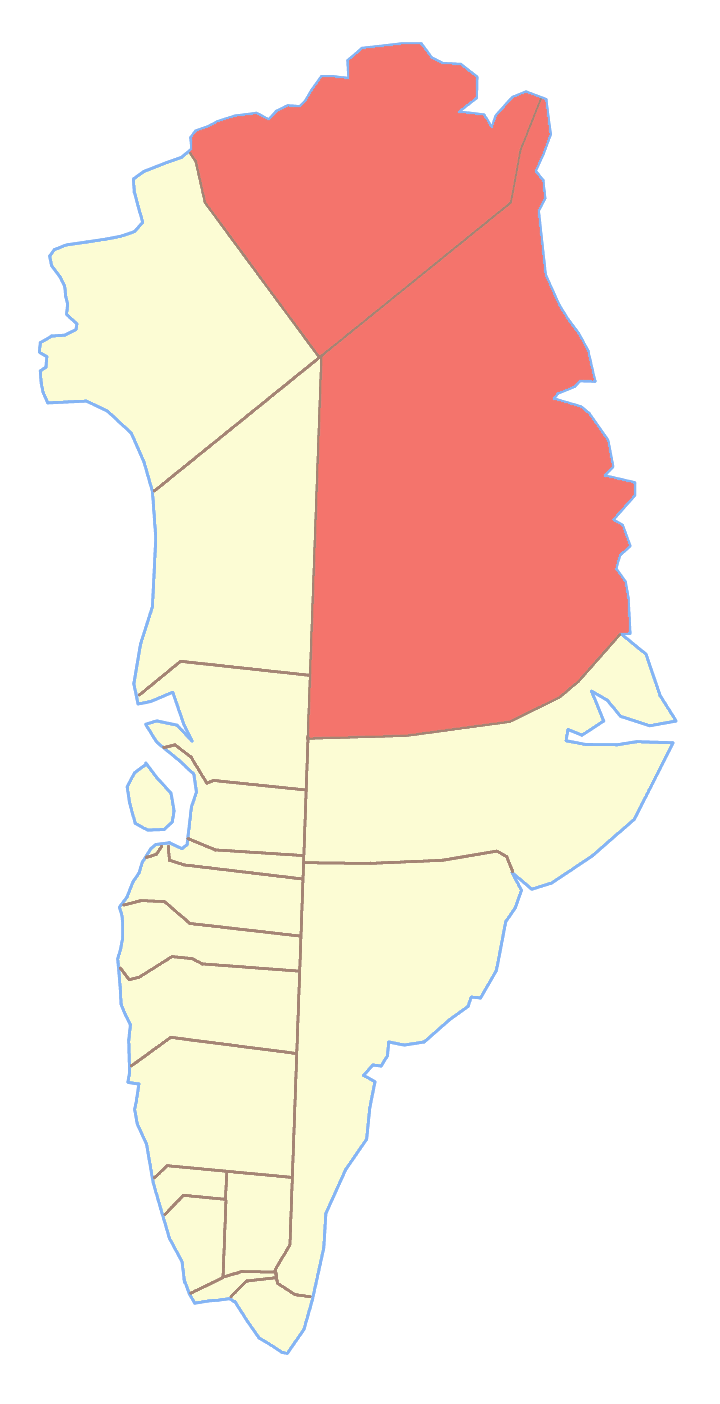
Parco nazionale della Groenlandia nordorientale, dove si trova il fiordo di San Giorgio

Il fiordo di San Giorgio (danese Sankt George Fjord) è un fiordo della Groenlandia di 100 km. Si trova a 81°55'N 53°15'O; è situato nel Parco nazionale della Groenlandia nordorientale, fuori da qualsiasi comune.